# The Sinking of the Lusitania
The Sinking of the Lusitania conosciuto in Italia come L'affondamento del Lusitania è un cortometraggio animato statunitense del 1918 di Winsor McCay . 

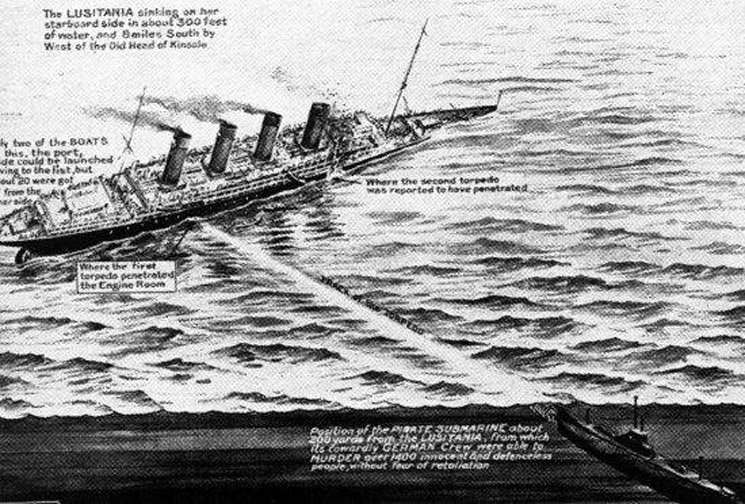
Disegno dell'epoca che mostra la traiettoria del siluro lanciato contro il Lusitania

Nel 2017 il film è stato scelto per la conservazione nel National Film Registry della Biblioteca del Congresso degli Stati Uniti per essere "culturalmente, storicamente ed esteticamente significativo".

## Trama
È un corto di 12 minuti circa con la spiegazione del naufragio del RMS Lusitania dopo che è stato colpito da due siluri (anche se fonti moderne indicano un solo siluro), sparato da un sommergibile tedesco U-boat.

### Storia del Lusitania
Il Lusitania era una nave passeggeri silurata da un sommergibile tedesco U-boat e affondata il 7 maggio del 1915, con la perdita di 1.198 vite umane.
Questo episodio è considerato comunemente come un punto di svolta nella prima guerra mondiale, generando il risentimento che alla fine avrebbe spinto gli americani nella grande guerra nel 1917 come Pearl Harbor per la seconda guerra mondiale.
Il film è stato uno dei tanti cartoni animati muti pubblicati per creare il sentimento antitedesco durante la prima guerra mondiale, con chiara funzione propagandistica ma anche documentaristica.

## Produzione e distribuzione
Fu prodotto e distribuito dalla Universal Film Manufacturing Company (Jewel) e pubblicato il 20 luglio 1918.

## Tecnica e caratteristiche
Filmato su pellicola a 35 mm, formato comunemente usato da McCay in altre sue produzioni come How a Mosquito Operates e Little Nemo.
McCay disegnò circa 25.000 disegni per la produzione.
Il film è stilizzato come un documentario, informando i telespettatori sui dettagli dell'evento vero e proprio, anche con un momento di riepilogo sull'elenco vittime e anche un elenco di figure di spicco che morirono durante l'affondamento.

## Riedizione
Una moderna edizione è stata pubblicata in DVD nel gennaio 1999.